# Figlie di Gesù Buon Pastore
Le Figlie di Gesù Buon Pastore sono un istituto religioso femminile di diritto pontificio: le suore di questa congregazione pospongono al loro nome la sigla F.D.G.B.P.

## Storia
Le origini della congregazione risalgono al rifugio per donne "pericolanti o cadute" aperto nel 1823 a Torino da Giulia e Tancredi Falletti di Barolo; per il recupero delle ragazze abbandonate, il 14 settembre 1833 i marchesi vi fondarono le Figlie di Santa Maria Maddalena, riconosciute da Carlo Alberto e approvate da papa Gregorio XVI nel 1846.
Le maddalene si diffurero rapidamente in altre città (nel 1854 a Cremona, nel 1869 a Piacenza, nel 1871 a Crema), ma le filiali si resero man mano indipendenti dalla casa madre e presero il nome di suore del Buon Pastore (a somiglianza delle suore di Nostra Signora della Carità del Buon Pastore).
La congregazione di Piacenza, detta delle Figlie di Gesù Buon Pastore, divenne di diritto pontificio nel 1947. Per il limitato numero di vocazioni, alle suore di Piacenza si unirono nel 1965 quelle di Cremona, nel 1971 quelle di Vercelli e nel 1975 quelle di Torino.

## Attività e diffusione
Oltre che al recupero delle prostitute, le religiose si dedicano all'assistenza all'infanzia, all'educazione della gioventù, alla collaborazione pastorale, al recupero delle tossicodipendenti.
Sono presenti in Italia, in Eritrea e in Messico; la sede generalizia è a Piacenza.
Alla fine del 2008 la congregazione contava 166 religiose in 23 case.